# Hylomyscus walterverheyeni
Chuột Walter Verheyen (Danh pháp khoa học: Hylomyscus walterverheyeni) là một loài gặm nhấm trong chi Hylomyscus thuộc họ chuột Muridae, chúng được tìm thấy ở vùng Trung Phi tại vùng đất thấp và vùng rừng núi nhiệt đới. Loài chuột này được tìm thấy ở những khu rừng nhiệt đới cao trên 2000 m ở Cộng hòa Congo, Gabon, Cộng hòa Trung Phi, và miền đông nam, miền Tây của Cameroon.

## Mô tả
Loài chuột này được mô tả lần đầu tiên vào năm 2008, chúng được lấy teo tên của Walter Verheyen là người tiên phong trong việc nghiên cứu chi chuột Hylomyscus. Chuột Walter Verheyen (Hylomyscus walterverheyeni) là những con chuột có cơ thể nhẹ nhàng và rậm lông với những điểm nâu đỏ trên lưng là lông xám phần phía dưới, những con còn non thì có màu xám, chiều dài từ đầu đến đuôi của chúng là 86mm và có cái đuôi dài 129mmm, chúng cân nặng từ 11 đến 29g (18 g) Hình dáng loài chuột này khá tương đồng và liên hệ đến loài chuột Hylomyscus stella, chúng được phân biệt thông qua việc xét nghiệm gen Chế độ ăn của chúng khá đa dạng với côn trùng nhỏ, trái cây và hạt mầm, chúng phụ thuộc nguồn thực phẩm vào địa điểm và thời điểm trong năm.